# Discografie van Ismo
Hieronder volgt de discografie van de Marokkaans-Nederlandse rapper Ismo, met name zijn albums en zijn nummers met een notering in een hitlijst. 

## Albums
| Album                | Verschijnen      | Label      | Hitlijsten | Hitlijsten | Hitlijsten | Hitlijsten | Opmerkingen |
| Album                | Verschijnen      | Label      | BE (VL)    | BE (VL)    | NL         | NL         | Opmerkingen |
| Album                | Verschijnen      | Label      | Piek       | Weken      | Piek       | Weken      | Opmerkingen |
| -------------------- | ---------------- | ---------- | ---------- | ---------- | ---------- | ---------- | ----------- |
| De waarheid          | 11 januari 2016  | Ismo Music | 137        | 1          | 42         | 1          | Studioalbum |
| Nu of nooit          | 24 januari 2016  | Ismo Music | 40         | 3          | 16         | 32         | Studioalbum |
| De waarheid 2        | 5 januari 2017   | Ismo Music | 58         | 1          | 4          | 17         | Studioalbum |
| Transformatie        | 15 december 2017 | Ismo Music | 82         | 15         | 8          | 16         | Studioalbum |
| Tijdloos (met Lijpe) | 27 april 2018    | Top Notch  | 21         | 25         | 2          | 40         | Studioalbum |
| Onverwachts          | 22 juni 2018     | Ismo Music | 55         | 3          | 10         | 8          | Studioalbum |
| Gedachtegang         | 18 januari 2019  | Ismo Music | 37         | 3          | 3          | 12         | Studioalbum |
| Power                | 22 november 2019 | Ismo Music | 77         | 1          | 15         | 4          | Studioalbum |
| Spiegelbeeld         | 5 februari 2021  | Ismo Music | 102        | 3          | 15         | 4          | Studioalbum |

## Nummers met notering(en) in een hitlijst
| Lied                                                          | Verschijnen       | Album                               | Hitlijsten | Hitlijsten | Hitlijsten  | Hitlijsten  | Hitlijsten   | Hitlijsten   | Opmerkingen       |
| Lied                                                          | Verschijnen       | Album                               | BE (VL)    | BE (VL)    | NL (Top 40) | NL (Top 40) | NL (Top 100) | NL (Top 100) | Opmerkingen       |
| Lied                                                          | Verschijnen       | Album                               | Piek       | Weken      | Piek        | Weken       | Piek         | Weken        | Opmerkingen       |
| ------------------------------------------------------------- | ----------------- | ----------------------------------- | ---------- | ---------- | ----------- | ----------- | ------------ | ------------ | ----------------- |
| Morocash                                                      | 19 mei 2016       | —                                   | —          | —          | —           | —           | 53           | 12           |                   |
| Puur (met Lijpe)                                              | 28 oktober 2016   | Jackpot (van Lijpe)                 | —          | —          | —           | —           | 22           | 4            | Goud in Nederland |
| Blijven geloven (met Soufiane Eddyani)                        | 21 oktober 2016   | De waarheid 2                       | —          | —          | —           | —           | 62           | 1            |                   |
| Comes and goes                                                | 24 november 2016  | De waarheid 2                       | —          | —          | —           | —           | 66           | 3            |                   |
| Media                                                         | 5 januari 2017    | De waarheid 2                       | tip        | —          | —           | —           | 52           | 2            |                   |
| Wie praat die gaat (met Boef en Lijpe)                        | 7 april 2017      | —                                   | tip        | —          | —           | —           | 13           | 6            | Goud in Nederland |
| Met zjnoen opstaan (met Lijpe)                                | 14 april 2017     | Tijdloos                            | —          | —          | —           | —           | 76           | 2            |                   |
| Le bled (met Riffi)                                           | 29 juni 2017      | Anders (van Riffi)                  | —          | —          | —           | —           | 89           | 1            |                   |
| Eh niffo                                                      | 22 september 2017 | —                                   | —          | —          | —           | —           | 80           | 1            |                   |
| Geldverslaafd (met Riffi en Lijpe)                            | 15 december 2017  | Transformatie                       | —          | —          | —           | —           | 98           | 1            |                   |
| Goud (met Lijpe)                                              | 12 januari 2018   | Tijdloos                            | tip        | —          | —           | —           | 34           | 2            |                   |
| Niet verwacht (met Ali B en Lijpe)                            | 1 februari 2018   | Patser soundtrack                   | —          | —          | —           | —           | 70           | 1            |                   |
| Kleine jongen (met Zack Ink en Lijpe)                         | 15 februari 2018  | Takedown (van Zack Ink)             | —          | —          | —           | —           | 97           | 1            |                   |
| Mabrouk 3lina (met Biwai, Yonii, Riffi, Mr Crazy en DJ Nassi) | 11 april 2018     | Onverwachts                         | —          | —          | —           | —           | 91           | 1            |                   |
| Zeg me (met Lijpe)                                            | 27 april 2018     | Tijdloos                            | —          | —          | —           | —           | 95           | 2            |                   |
| Ntiya (met Latifah)                                           | 22 juni 2018      | Onverwachts                         | —          | —          | —           | —           | 99           | 1            |                   |
| Whoop whoop (met Glades en Riffi)                             | 12 juli 2018      | —                                   | —          | —          | —           | —           | 60           | 1            |                   |
| Niet voor mij (met Madina)                                    | 11 januari 2019   | Gedachtegang                        | tip        | —          | —           | —           | 36           | 11           | Goud in Nederland |
| Aan de kant (met Lijpe, Riffi en Fatah)                       | 18 januari 2019   | Gedachtegang                        | —          | —          | —           | —           | 53           | 1            |                   |
| Zme3 (met Glades en 3robi)                                    | 8 februari 2019   | Onderscheiding (van Glades)         | —          | —          | —           | —           | 62           | 1            |                   |
| Hmed rabi (met Lijpe en Achie Touf)                           | 12 juli 2019      | Fastlife (van Lijpe)                | —          | —          | —           | —           | 70           | 1            |                   |
| Summer (met Madina)                                           | 12 juli 2019      | —                                   | —          | —          | —           | —           | 99           | 1            |                   |
| Tot de dood (met Lijpe)                                       | 15 november 2019  | Power                               | tip        | —          | —           | —           | 34           | 3            |                   |
| Voor elkaar (met Madina)                                      | 17 januari 2020   | —                                   | —          | —          | —           | —           | 93           | 1            |                   |
| Mute (met Défano Holwijn)                                     | 21 februari 2020  | Punchline king (van Défano Holwijn) | —          | —          | —           | —           | 98           | 1            |                   |
| Snap (met Nass)                                               | 3 juli 2020       | —                                   | —          | —          | —           | —           | 79           | 1            |                   |
| Combos (met Nass en Riffi)                                    | 14 augustus 2020  | —                                   | —          | —          | —           | —           | 98           | 1            |                   |
| Te laat (met Madina en Nass)                                  | 8 januari 2021    | Spiegelbeeld                        | —          | —          | —           | —           | 93           | 1            |                   |
| In love met die paper (met Glades en Lijpe)                   | 9 juli 2021       | —                                   | —          | —          | —           | —           | 87           | 1            |                   |
| Vast in de game                                               | 3 februari 2022   | —                                   | —          | —          | —           | —           | 100          | 1            |                   |
| Op me life (met Nass)                                         | 7 juli 2022       | —                                   | —          | —          | —           | —           | 95           | 1            |                   |
| Ik kom naar je toe (met Nass)                                 | 15 januari 2023   | —                                   | —          | —          | —           | —           | 82           | 1            |                   |
| Zolang ik er ben (met Lijpe en Emms)                          | 7 september 2023  | —                                   | —          | —          | tip21       | —           | 41           | 2            |                   |